# 眉瓢蜡蝉属
眉瓢蜡蝉属（学名：Superciliaris）是瓢蜡蝉科下的一个属。

## 下属物种
本属包括以下物种：
- 眉瓢蜡蝉 Superciliaris reticulatus Meng, Qin et Wang
- 吊罗山眉瓢蜡蝉 Superciliaris diaoluoshanis Meng, Qin et Wang